# Nicolas Simion

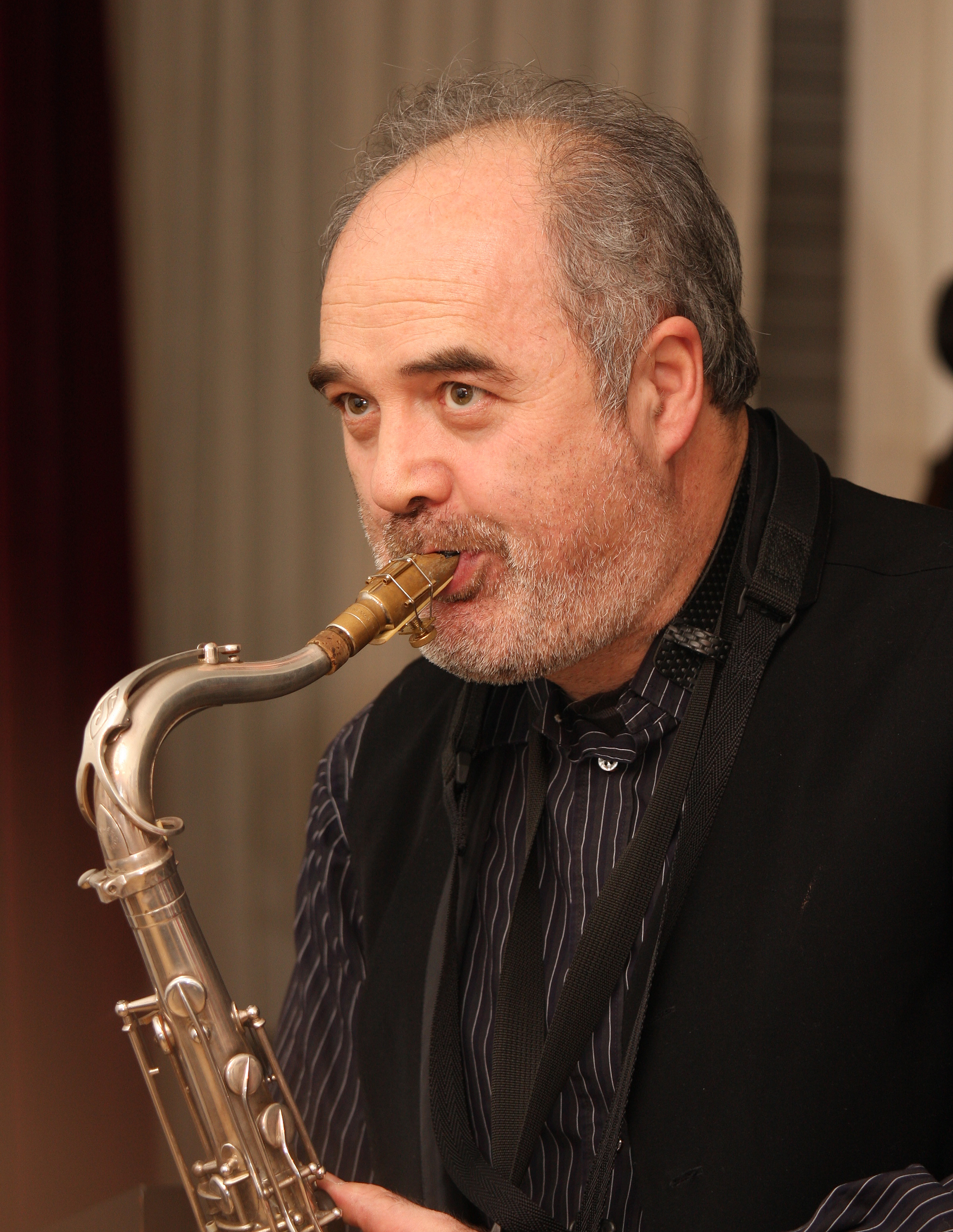
Nicolas Simion bei einem Auftritt im Januar 2010

Nicolas Simion, eigentlich Nicolae Simion, (* 1959 in Dumbrăvița, Kreis Brașov) ist ein rumänischer Jazzsaxophonist und Komponist.

## Leben und Wirken
Simion besuchte das Musikgymnasium in Brașov und studierte klassische Musik an der Musikakademie in Bukarest. In den 1980er Jahren gründete er mit Mircea Tiberian und Dan Mândrilă seine erste Band Opus 4, mit der er erfolgreich in Rumänien und bei Jazzfestivals in Warschau und Ost-Berlin auftrat.
1989 übersiedelte er nach Wien, wo er erstmals Gelegenheit hatte, mit westlichen Musikern wie Art Farmer, Leo Wright, Idris Muhammad, Jim Pepper, Harry Sokal und Christian Muthspiel zu arbeiten. 1992 erschien sein erstes eigenes Album Black Sea. Er wurde Mitglied des Quartetts von Mal Waldron, mit dem 1998 die Duo-CD The Big Rochade entstand. Daneben arbeitete er mit dem polnischen Trompeter Tomasz Stańko und war Solist in Gunther Schullers Projekt The Music of Jim Pepper.
Seit 1997 lebt Simion in Köln. Hier entstand u. a. die CD Balkan Jazz mit dem jugoslawischen Trompeter Dusko Goykovich. Daneben trat er mit dem Pianisten János Kőrössy und dem Saxophonisten Lee Konitz auf. 2006 unternahm er unter dem Motto Transylvania meets New Orleans eine Tournee mit James Singleton und Alan Jones. Seit 2004 war er auch mehrfach im Duo mit Florian Weber unterwegs, mit dem er sich auch an klassischem Material orientiert. 2004 spielte er das Saxophonkonzert von Sabin Pautza ein.
Für die Ballettmusik The Unfinished Square, ein Auftragswerk des österreichischen Kulturministeriums, wurde Simion 1996 mit dem Körnerpreis ausgezeichnet. Seine Cancioneri Sacrale für großes Orchester und Jazzensemble wurden 1999 in der Wiener Ruprechtskirche uraufgeführt. Daneben komponierte er auch Werke für Bläserensembles, Streich- und Saxophonorchester.
Seit 2006 ist Simion als Lehrer für Saxofon und Klarinette an der Musikschule Mönchengladbach tätig.
Simion leitet als Label-Chef in eigener Sache seit 2004 die Plattenfirma 7Dreams Records.
Simion wurde 2015 mit dem WDR-Jazzpreis in der Kategorie Improvisation ausgezeichnet. Er nahm auch mit Krzysztof Popeks Fresh Air Project (2016) auf.

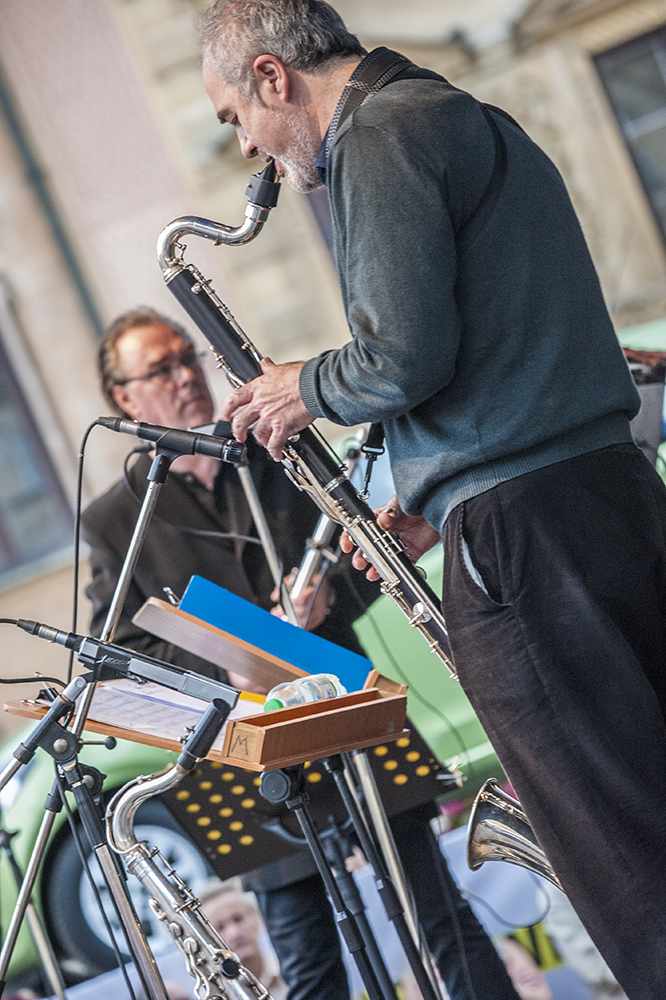
Der rumänische Saxophonist Nicolas Simion tritt im Juli 2012 auf dem Altstädter Ring in Warschau, Polen, auf. Krzysztof Popek (Flöte) im Hintergrund

## Diskografische Hinweise

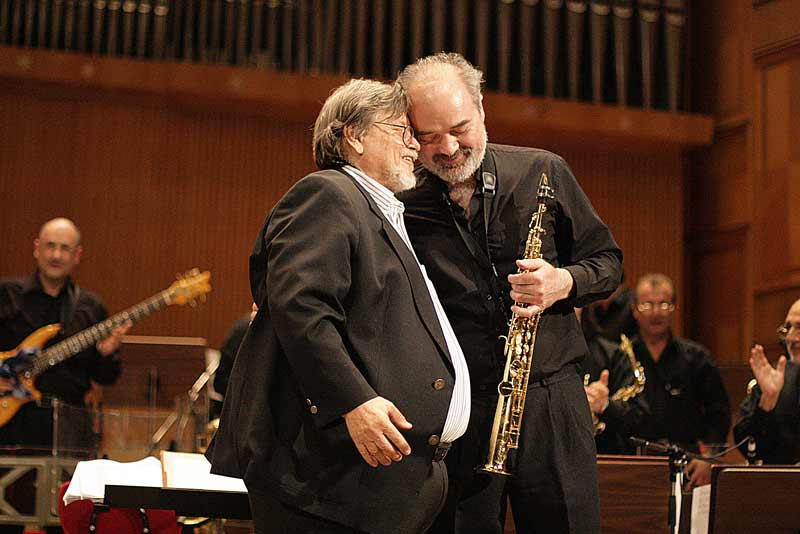
Nicolas Simion mit Peter Herbolzheimer (links) und Mitgliedern der Radio-Bigband Bukarest (2007)

- Black Sea mit Graham Haynes, Lonnie Plaxico, Ronnie Burrage und Ron Burton, 1992
- Dinner for Don Carlos mit Tomasz Stańko, Ed Schuller und Patrice Héral, 1993
- Transylvanian Dance mit Tomasz Stańko, Victor Jones und Ed Schuller, 1995
- Unfinished Square mit Tomasz Stańko, Nils Wogram, Andreas Mayerhofer, Ed Schuller, Jamey Haddad, 1996
- Back to the Roots mit Glen Fisher und Peter Perfido, 1997
- The Big Rochade mit Mal Waldron, 1999
- Viaggio Imaginario mit Tomasz Stańko, Christian Muthspiel, Ed Schuller, Peter Perfido, Angus „Bangus“ Thomas und Jamey Haddad, 1999
- Nick at Night mit Andy McKee und Billy Kilson, 2000
- Balkan Jazz mit Dusko Goykovich, Martin Gjakonovski, Geoff Goodman, Norbert Scholly, Tom Skinner und Ramesh Shotham, 2001
- Live At Stockwerk Graz 2001 mit Lee Konitz, János Kőrössy, James Singleton und Peter Perfido, 2003
- Transsylvanian Jazz mit Zoltán Lantos, Martin Lubenov, Giani Lincan, Sorin Romanescu, Martin Gjakonovski und Boris Petrov, 2009
- Nicolas Simion Group & Chamber Strings Orchestra Brașov Classic Meets Jazz mit Antonis Anissegos, Norbert Scholly, Chris Dahlgren, Alan Jones
- Magic Drops mit Fausto Beccalossi und Florian Weber, 2011